# Altmelon
Altmelon è un comune austriaco di 848 abitanti nel distretto di Zwettl, in Bassa Austria; ha lo status di comune mercato (Marktgemeinde). Nel 1970 ha inglobato il comune soppresso di Großpertenschlag, assumendo fino al 1985 il nome di Pertenschlag-Melon.